# Sant Joan Evangelista (Donatello)
Sant Joan Evangelista és una escultura de marbre de Donatel·lo (210 x 88 x54 cm) esculpida per a l'antiga façana del Duomo de Florència i en l'actualitat es conserva al Museu dell'Opera del Duomo (Florència). Data de 1409-1415 i va ser el model més directe per al Moisès de Miquel Àngel.

## Història
La catedral va encarregar l'estàtua a Donatel·lo de l'Evangelista assegut, mentre que van ser tallades per Nanni di Banco el Sant Lluc, el Sant Mateu per Bernardo Ciuffagni i Sant Marc per Niccolò di Piero Lamberti, tots es troben a la mateixa sala del museu. La sèrie adornava quatre fornícules dispostes als costats del portal central de la destruïda façana, com es pot veure en un dibuix de Bernardino Poccetti. Inicialment es va pensar convocar un concurs entre Nanni di Banco, Donatel·lo i Niccolò di Piero Lamberti per seleccionar el millor treball i donar al seu creador l'encàrrec d'esculpir l'estàtua de l'última sèrie, però degut al temps llarg d'execució de les obres, el projecte ja se'n va arxivar el 1410, quan va ser encarregat la de Sant Mateu a Bernardo Ciuffagni.
A Donatel·lo se li va oferir una capella a la catedral per esculpir el seu evangelista. El juliol de 1410, va tancar la capella sense haver acabat el treball, per complir amb els nombrosos encàrrecs que tenia Donatel·lo, fins a l'abril de 1415 que va rebre a casa seva una notificació on se l'ordenava de completar el treball dintre del mateix any, sota una càrrega de 25 florins si no complia. L'artista es va dedicar a fer el treball, completant-lo a l'octubre d'aquest any, per la qual cosa va rebre un pagament de 160 florins.

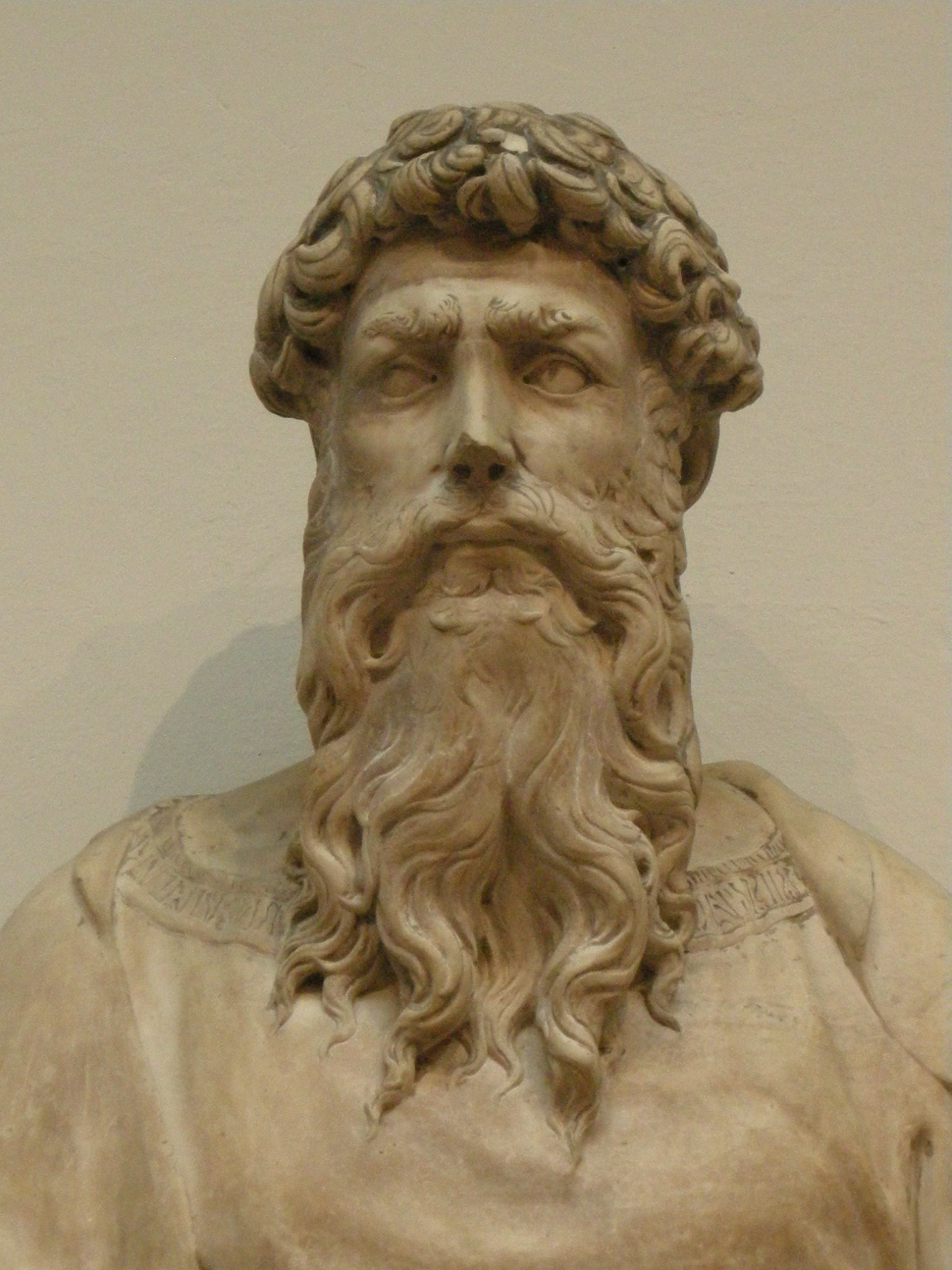
Detall del cap de Sant Joan Evangelista

## Descripció
Donatello, a l'evangelista va evitar un manierisme gòtic tardà, i no solament amb les referències a la composició d'estàtues antigues, a més a més cercant l'expressió d'una veritable humanitat i veritat.
El sant està representat assegut, amb l'atribut típic del llibre aguantat dret sobre una cama amb la mà esquerra. Les vestidures creen forts efectes de clarobscur, amb grans plecs, especialment a la part inferior, que augmenten el sentit dels volums de les extremitats. Les espatlles són corbes amb els braços inerts i abandonats, es simplifica el bust geomètricament mitjançant una línia semicircular. Fort èmfasi es dona a les poderoses mans, tallades a la base d'un estudi acurat del natural.
El cap, amb barba i amb un espès cabell arrissat, gira cap a la dreta amb una mirada fixa i intensa, creant una sensació d'energia, que manté a les seves millors obres Donatello, com la del Sant Marc i Sant Jordi, tallades en aquests anys. Les celles són grosses i lleugerament juntes en una expressió concentrada, en relleu també a les profundes arrugues horitzontals al front i la boca tancada amb força, potser inspirat en un cap del Júpiter Capitolí.